# サンニカンドロ・ディ・バーリ
サンニカンドロ・ディ・バーリ（イタリア語: Sannicandro di Bari）は、イタリア共和国プッリャ州バーリ県にある、人口約9,900人の基礎自治体（コムーネ）。

## 地理

### 位置・広がり

#### 隣接コムーネ
隣接するコムーネは以下の通り。
- アックアヴィーヴァ・デッレ・フォンティ
- アデルフィア
- ビネット
- ビテット
- ビトリット
- カッサーノ・デッレ・ムルジェ
- グルーモ・アップラ